# Renier Nijskens
Renier Nijskens (* 20. September 1949 in Dinant) ist ein belgischer Diplomat.

## Leben
Nijskens studierte Sozial- und Politikwissenschaft (als Student war er Mitglied der Olivaint-Konferenz von Belgien), trat 1974 in den auswärtigen Dienst, war in Bagdad, Kinshasa, Kuwait, Tunis und Ottawa akkreditiert. 1989 war er Botschafter in Niamey. Von 1994 bis 1998 mit Amtssitz in Nairobi war er auch bei der Regierung der Seychellen akkreditiert. Vom 19. August 1998 bis 2000 war er Botschafter in Seoul, Südkorea. 2003 feierte er in La Gombe in der Demokratischen Republik Kongo mit etwa eintausend Gästen die 172. Wiederkehr der Vereidigung von Leopold I. am 21. Juli 1831. Mit dem Institute for Multiparty Democracy (IMD) engagiert er sich für die Förderung von demokratischen Verhältnissen. Von 25. November 2000 bis 24. Juli 2004 war er Botschafter in Kinshasa in der Demokratischen Republik Kongo. Ab 2008 leitete er im belgischen Außenministerium die Abteilung Asien und Ozeanien. Vom 10. März 2011 bis 2014 war er als Nachfolger von Mark Geleyn Botschafter an der Belgischen Botschaft in Berlin.